# Tvornica Van Nelle
Tvornica Van Nelle (nizozemski: Van Nellefabriek), koja se nalazi na obali kanala rijeke Schie na industrijskom polderu Spaanse Polder u sjeverozapadnom Rotterdamu, se smatra za najbolji primjer internacionalnog stila moderne arhitekture industrijske arhitekture 20. stoljeća. Zbog toga je 2014. godine dospjela je na UNESCO-ov popis mjesta svjetske baštine u Europi

## Povijest
Tvornicu je dizajnirao nizozemski arhitekt Leendert van der Vlugt u suradnji s partnerom Johannesom Brinkmanom i inženjerom J.G. Wiebengom koji je tada bio stručnjak u gradnji armirenim betonom. Tvornica je izgrađena od 1925. – 1931. god. kao primjer nizozemskog arhitektonskog stila Nieuwe Bouwen, za suvlasnika tvrtke Van Nelle, Keesa van der Leeuwa. Impresionirani arhitektovim djelom, Kees van der Leeuw, ali i oba ravnatelja tvornice, Matthijs de Bruyn i Bertus Sonneveld, su od van der Vlugta naručili obiteljske kuće. 
Cijelo 20. stoljeće u tvornici Van Nelle su se proizvodili kava, čaj i duhan, a kasnije i žvakače gume, cigarete, instant puding i riža. 
Danas je u zgradi smješteno nekoliko tvrtki koje se bave dizajnom i novim medijima kao što je Van Nelle Ontwerpfabriek, a neke prostorije se koriste za konvencije i druga zbivanja. Nizozemski stručnjak za preinaku bivših tvorničkih prostora, Eric Gude, je isplanirao i izorganizirao njezinu pretvorbu 1997. godine, a dovšio je priznati autoritet na ovom području, Wessel De Jonge, koji je koordinirao obnovu moderne arhitekture od 1999. god.

## Arhitektura
Tvornica Van Nelle je zapravo kompleks tvornica s pročeljima od čelika i stakla, što je bio prvi masovna upotreba ovih materijala za tzv. „fasadnu zavjesu”. Zamišljena je kao „idealna tvornica”, otvorena vanjskom svijetu, dok su unutarnji prostori napravljeni tako da mogu evoluirati prema potrebi, dok je obilje dnevnog svjetla stvaralo ugodno radno okružje. Ona utjelovljuje novu vrstu tvornice koja je postala simbolom moderne i fukcionalističke kulture između dva Svjetska rata; i svjedočanstvo je dugoj trgovačkoj i industrijskog povijesti Nizozemske u procesima obrade prehrambenih proizvoda iz tropskih zemalja i njihovoj industrijskoj proizvodnji za europsko tržište.
Tvornica je izgrađena pod utjecajem ruskog konstruktivizma. Naime, Mart Stam, koji je radio kao dizajner u tvrtki Brinkman & Van der Vlugt u Rotterdamu, došao je u dodir s ruskom avangardom u Berlinu 1922. god. God. 1926. upravo je Mart Stam, organizirao obilazak građevina moderne arhitekture za ruskog umjetnika El Lizickog i njegovu ženu Sophie Küppers, kolekcionara avangarnde umjetnosti. Posjetili su mnoge arhitekte kao što su Jacobus Oud, Cornelis van Eesteren, Gerrit Rietveld i drugi.